# Randia wigginsii
Randia wigginsii är en måreväxtart som beskrevs av Paul Carpenter Standley och C.Gust.. Randia wigginsii ingår i släktet Randia och familjen måreväxter. Inga underarter finns listade i Catalogue of Life.